# 遠州焼き
遠州焼き（えんしゅうやき）は、静岡県浜松市を中心とする地域で食されているお好み焼きの一種である。小さく刻んだ沢庵漬けが入るのが特徴。

## 概要
沢庵漬けを具材に加えたお好み焼きである。関西のお好み焼きと比べると遠州焼きのほうが薄い。出来上がりの厚みは1センチメートル未満で、三つ折りにするのも特徴である。
具材としては、お好み焼きには必須とされることもあるキャベツや鶏卵は、遠州焼きには入れることもあれば入っていない場合もある。シンプルなものだと、ネギ、紅しょうが、沢庵漬けが具材となる。なお、鶏卵無しのものは「す焼き」と称されることがある。
浜松市内の多くのお好み焼き屋で遠州焼きは提供されているが、同じ浜松市のB級グルメの浜松餃子と違って土産物として販売されてはいないため、観光客が口にする機会は少ない。

## お好み焼き（関西）との違い
関西では、お好み焼きは主食や主菜に変わってゆく中で厚みを増していったが、遠州焼きは小腹がすいた時のおやつであり続けたため、厚みは増さなかったと推測されている。これにより、関西のお好み焼きのソースは濃い味になっていったが、遠州焼きはウスターソースなど生地の味を邪魔しないようなソースが用いられ、醤油で食べる人もいる。

## 歴史
日本では第二次世界大戦前から駄菓子屋などで提供されていた一銭洋食は子どものおやつとして人気があった。第二次世界大戦後は、食糧難の時代であり、進駐軍から配給された少量の小麦粉を多量の水で溶いて作るお好み焼きは、食糧難を乗り越える大切な食糧でもあった。
浜松では、三方原特産の大根で作った沢庵漬けをお好み焼きに入れるようになった。沢庵漬けを入れるようになったのは、手軽に入手できる食材であったことと、歯応えや腹持ちを良くするために、自然に入るようになったのではないかと推測されている。
単に「お好み焼き」と呼ばれていたが、2008年に鳥居食品が浜松の「お好み焼き」をB級グルメとして売り出す際に「遠州焼き」と命名した。なお、命名にあたっては、日本コナモン協会の指南を受けている。「遠州風お好み焼き」の案もあったが「“風”が逆に偽物っぽい」との指摘があり、現状の名前になった。
また、鳥居食品からは、遠州焼き専用のソースも発売されている。